# It's a Funny Old Game
It's a Funny Old Game è un videogioco di tipo manageriale e gestionale a tema sportivo di calcio, pubblicato da 21st Century Entertainment per piattaforma Windows nel 1996.

## Modalità di gioco
Il videogioco simula la gestione di una squadra improbabile immaginaria della Football League Two, con il compito di portarla in Premier League, selezionabile da un elenco. Durante l'azione di gioco si possono controllare diversi parametri come le sostituzioni dei giocatori, l'aggressività della squadra, la vendita dei biglietti dello stadio e perfino le puntate delle scommesse. Le finestre sono spartane e semplici, il giocatore controllerà dagli allenamenti agli ingaggi del giocatori e molte altre cose utili a guadagnare soldi da reinvestire nella squadra. Lo scopo finale è portare la squadra alla ribalta e vincere i titoli stagionali.